# Municipio de Sullivan (Minnesota)
El municipio de Sullivan (en inglés: Sullivan Township) es un municipio ubicado en el condado de Polk en el estado estadounidense de Minnesota. En el año 2010 tenía una población de 173 habitantes y una densidad poblacional de 1,87 personas por km².

## Geografía
El municipio de Sullivan se encuentra ubicado en las coordenadas 47°58′16″N 96°55′24″O / 47.97111, -96.92333. Según la Oficina del Censo de los Estados Unidos, el municipio tiene una superficie total de 92.57 km², de la cual 92,39 km² corresponden a tierra firme y (0,19 %) 0,18 km² es agua.

## Demografía
Según el censo de 2010, había 173 personas residiendo en el municipio de Sullivan. La densidad de población era de 1,87 hab./km². De los 173 habitantes, el municipio de Sullivan estaba compuesto por el 98,84 % blancos y el 1,16 % eran de una mezcla de razas. Del total de la población el 0,58 % eran hispanos o latinos de cualquier raza.